# Vílson Taddei
Vílson Taddei (Urupês, 2 de junho de 1954), é um treinador e ex-futebolista brasileiro, que atuava como meia. Atualmente comanda a VOCEM.

## Carreira

### Como jogador
Taddei passou com grande destaque por clubes brasileiros como o São Paulo, onde, de 1978 a 1980, jogou 54 jogos e fez 2 gols. Depois, foi para o Grêmio e, posteriormente, jogou no Vasco da Gama.
Passou também pelo futebol mexicano jogando pelo Monterrey.

### Como treinador
Como técnico, já passou por vários clubes, destacando-se por Barretos, Linense, Jaboticabal, entre outros.
Um fato muito curioso aconteceu entre os anos de 2003 e 2004, na cidade de Cuiabá, capital do Mato Grosso. Os dirigentes do Mixto anunciaram como a nova contratação do clube o treinador Vílson Taddei. Após alguns treinos estranhos e jogos desastrosos do time, os dirigentes passaram a desconfiar do treinador e descobriram a farsa. Não se tratava do verdadeiro Taddei e sim, de um farsante que já havia aplicado tal golpe no interior do Paraná e Mato Grosso do Sul, sempre se aproveitando da semelhança com o verdadeiro treinador.
Foi anunciado em novembro de 2012 como novo técnico do Comercial, com o objetivo de montar um bom elenco para a Série A2 do ano seguinte e recolocar o clube na elite do estado. Porém, recebeu uma proposta do Guarani para a reta final do Série B do Brasileirão de 2012 e acabou aceitando a proposta bugrina.
No dia 03 de março de 2015 foi anunciado como novo técnico do Santo André, sendo a terceira passagem do treinador pelo clube. Vilson taddei acertou com o Barretos-SP para comandar o clube na Série A2 do Paulista em 2016. No dia 14 de novembro de 2016, Vilson deixou o comando do Barretos-SP em virtude de alguns convites que recebeu e iria negocia-los. O treinador não conseguiu por pouco alcançar o acesso a A1 com o clube paulista.
A diretoria do Oeste anunciou Vilson Taddei como o comandante do clube de Itápolis para a Série A2 do paulistão de 2017. Após um início ruim no campeonato, Vilson deixou o comando do clube paulista, ele conseguiu 41% de aproveitamento com o clube no decorrer da Série A2.
Em 07 de agosto de 2017, o Linense confirmou o retorno de Vilson para o comando da equipe no decorrer da Copa Paulista, ele traz bons números com o clube, sendo 134 jogos, com 74 vitórias, 32 empates e 32 derrotas, além de boas campanhas realizadas no comando do Linense nos anos anteriores. Vilson Taddei comandou o Linense na Copa Paulista, tendo levado o clube até as quartas de final da competição, o treinador após o torneio se desligou do clube como já estava combinado com a diretoria.
O Anapolina confirmou no dia 18 de novembro de 2017, o acerto com o técnico Vilson Taddei para 2018. Ele irá comandar o clube de Anápolis no estadual, já que o clube goiano que disputou a divisão de acesso do estadual neste ano acabou conseguindo o acesso para a primeira divisão do estadual de 2018.

## Marca
Vílson Taddei foi o primeiro jogador a marcar um gol no estádio da Ressacada, de propriedade do Avaí de Florianópolis. O feito ocorreu no jogo de inauguração do estádio, em que o Avaí perdeu para o Vasco da Gama por 6 a 1, no dia 15 de novembro de 1983.

## Títulos

### Como jogador
Penapolense
- Torneio Seletivo da 1ª divisão: 1973

Rio Preto
- Torneio Paulista de Seleção: 1973

São Paulo
- Campeonato Paulista: 1980

Grêmio
- Campeonato Gaúcho: 1980
- Campeonato Brasileiro: 1981
- Copa El Salvador del Mundo: 1981
- Torneio de Vancouver: 1981

Internacional
- Campeonato Gaúcho: 1984

Monterrey
- Campeonato Mexicano: 1986

Jaboticabal
- Campeonato Paulista - Segunda Divisão (atual Série A3): 1990

### Como treinador
Monte Azul
- Campeonato Paulista - Série B1 (atual Segunda Divisão): 2004

Linense
- Campeonato Paulista - Série A2: 2010

Gama
- Campeonato Candango de Futebol de 2019 - Invicto
- Campeonato Candango de Futebol de 2020

Brasiliense
- Copa Verde: 2020

### Estatísticas
| Clube   | Jogos | Vitórias | Empates | Derrotas |
| ------- | ----- | -------- | ------- | -------- |
| Guarani | 7     | 1        | 1       | 5        |